# Championnats de France d'escrime 2017
Navigation
Édition précédente Édition suivante
Les championnats de France d'escrime 2017 ont eu lieu sur trois week-ends, les 6 mai et 7 mai à Tarbes, les 27 mai et 28 mai à Nantes puis les 3 et 4 juin à Albi. Six épreuves figurent au programme, trois masculines et trois féminines.

## Liste des épreuves
- Sabre masculin et sabre féminin :
  - les épreuves ont eu lieu à Tarbes les 6 et 7 mai 2017 en même temps que les épreuves par équipes.
- Fleuret masculin et fleuret féminin :
  - les épreuves ont eu lieu à Nantes les 27 et 28 mai 2017 en même temps que les épreuves par équipes.
- Épée masculine et épée féminine :
  - les épreuves ont eu lieu à Albi les 3 et 4 juin 2017 en même temps que les épreuves par équipes.

## Classements

### Sabre
| Épreuves           | Or                                                                                  | Argent                                                                                | Bronze                                                                             |
| ------------------ | ----------------------------------------------------------------------------------- | ------------------------------------------------------------------------------------- | ---------------------------------------------------------------------------------- |
| Sabre              |                                                                                     |                                                                                       |                                                                                    |
| Hommes individuel  | Vincent Anstett Souffelweyersheim EC                                                | Nicolas Rousset Dijon CE                                                              | Edouard Barloy Roubaix CE Maxence Lambert Tarbes                                   |
| Hommes par équipes | Souffelweyersheim EC- Vincent Anstett - François Regent - Max Hartung - Maxime Guth | Dijon CE- Boladé Apithy - Yémi Apithy - Nicolas Rousset - Thomas Lévêque              | Gisors 3A- Tristan Laurence - Edern Annic - Curtis Miller - Nicolas Drapier        |
| Femmes individuel  | Sara Balzer Strasbourg UC                                                           | Manon Brunet CE Orléans                                                               | Margaux Rifkiss Maisons-Alfort Charleine Taillandier Paris USM                     |
| Femmes par équipes | CE Orléans- Cécilia Berder - Manon Brunet - Laura Reguigne - Margaux Gimalac        | Strasbourg USM- Sara Balzer - Charlotte Lembach - Sarah Noutcha - Méline Zwingelstein | Section paloise- Jéromine Massou - Marie Delas - Julie Saint-Cricq - Sandra Marcos |

### Épée
| Épreuves           | Or                                                                                              | Argent                                                                               | Bronze                                                                                            |
| ------------------ | ----------------------------------------------------------------------------------------------- | ------------------------------------------------------------------------------------ | ------------------------------------------------------------------------------------------------- |
| Epée               |                                                                                                 |                                                                                      |                                                                                                   |
| Hommes individuel  | Alexandre Blaszyck VGA St Maur                                                                  | Ronan Gustin Levallois SC                                                            | Daniel Jerent Levallois SC Alex Fava St Gratien                                                   |
| Hommes par équipes | Escrime Saint Gratien- Ivan Trevejo - Alex Fava - Nelson Lopez-Pourtier - Jhon Édison Rodríguez | Levallois SC- Daniel Jerent - Yannick Borel - Ronan Gustin - Virgile Marchal         | Escrime Rodez Aveyron- Alexandre Bardenet - Mathias Biabiany - Jonathan Bonnaire - Aymerick Gally |
| Femmes individuel  | Mélissa Goram Beauvais ACA                                                                      | Coraline Vitalis Levallois                                                           | Camille Hazard Paris UC Auriane Mallo Lyon Épée                                                   |
| Femmes par équipes | Bondy AS- Joséphine Jacques-André-Coquin - Mariem Ngom - Lauren Rembi - Melanie Verrier         | Beauvais ACA- Charline Boukhelifa - Alejandra Cisneros - Mélissa Goram - Hélène Ngom | Paris UC- Marie-Florence Candassamy - Camille Hazard - Camille Lamarche - Julie Mestres           |

### Fleuret
| Épreuves           | Or                                                                                                | Argent                                                                                   | Bronze |
| ------------------ | ------------------------------------------------------------------------------------------------- | ---------------------------------------------------------------------------------------- | --- |
| Fleuret            |                                                                                                   |                                                                                          | |
| Hommes individuel  | Enzo Lefort CE Melun Val de Seine                                                                 | Maxime Pauty Issy-les-Moulineaux                                                         | Julien Mertine Rueil-Malmaison Vincent Simon Rueil-Malmaison                                              |
| Hommes par équipes | Pays d'Aix Escrime- Virgile Collineau - Benjamin Kleibrink - Erwan Le Péchoux - Marcel Marcilloux | CE Melun Val de Seine- Peter Joppich - Enzo Lefort - Baptiste Mourrain - Enguerand Roger | Issy-les-Moulineaux Mousquetaires- Maximilien Chastanet - Aymeric Escurat - Maxime Pauty - Alexandre Sido |
| Femmes individuel  | Ysaora Thibus Bourg la Reine                                                                      | Julie Mienville CE Melun Val de Seine                                                    | Coralie Brot Lyon MDF Jéromine Mpah-Njanga Aubervilliers                                                  |
| Femmes par équipes | Bourg-la-Reine- Inès Boubakri - Chloé Jubenot - Alice Recher - Ysaora Thibus                      | CE Melun Val de Seine- Astrid Guyart - Pauline Ranvier - Maud Rouas - Julie Mienville    | Lyon MDF- Coralie Brot - Alexia Manga - Larissa Merkl - Morgane Patru                                     |